# Parafia Wniebowzięcia Najświętszej Maryi Panny w Ostrowach Tuszowskich
Parafia Wniebowzięcia Najświętszej Maryi Panny w Ostrowach Tuszowskich – parafia rzymskokatolicka znajdująca się w diecezji rzeszowskiej w dekanacie Kolbuszowa Zachód. Erygowana w 1566 roku.
Obecny murowany kościół pod wezwaniem Wniebowzięcia Najświętszej Maryi wzniesiono w latach 1901-1902. Został konsekrowany 19. października 1902 r. przez biskupa tarnowskiego Leon Wałęga. Parafia ma kościoły filialne  św. Stanisława Kostki w Przyłęku i Matki Bożej Częstochowskiej w Szydłowcu.

## Zasięg parafii
Do parafii należą wierni z następujących miejscowości: Ostrowy Tuszowskie, Przyłęk, Toporów i Szydłowiec.